# اوغور رفعت کارلووا
اوغور رفعت کارلووا (چینی: 吳鳳; پین‌یین: Wú Fèng؛ زادهٔ ۲ اوت ۱۹۸۰) بازیگر سینما، بازیگر تلویزیون، و مجری تلویزیون اهل ترکیه است.